# Пальты
Па́льты — традиционное блюдо шведской кухни. Представляет собой изделие из теста с мясной начинкой в различных вариантах. Обычно подаются с маслом и брусничным джемом, а также со стаканом молока.

## Виды
Все виды пальтов готовят из сырого картофеля, тогда как аналогичное блюдо, приготовленное из отварного картофеля называется кропкакор. Пальты имеют более тёмный цвет в сравнении с кропкакором.

### Блодпальты
Блодпальты (швед. blodpalt) — старинное шведское блюдо, до сих пор широко распространенное в северных районах Швеции и в Финляндии. История возникновения этого блюда восходит ко временам, когда в домашних хозяйствах старались максимально использовать все продукты, получающиеся при забое домашних животных.
Блодпальты делаются из крови домашних животных (говяжьей или свиной на юге Швеции, оленьей на крайнем севере страны) смешанной с мукой, ржаной, пшеничной и/или ячменной. После того как тесто отстоится в течение ночи, в него добавляется картофельное пюре. Затем из теста формируются комочки, которые отвариваются в кипящей воде до тех пор, пока не всплывут. Блюдо подаётся к столу вместе с жареной свининой. Таким образом блодпальты являются вкусным и питательным блюдом, которое обычно готовят зимой во время полярной ночи.

А. Линдгрен. "Новые проделки Эмиля из Лённеберги":

«Может ты не знаешь, что такое п-а-ль-ты? По виду это что-то вроде больших клёцек, но они бурого цвета и начинены кусочками свиного сала. А по вкусу напоминают кровяную колбасу, только в тысячу раз вкуснее. Вот что такое пальты! И готовят пальты почти так же, как и кровяную колбасу, из крови и муки, с пряностями».

### Питепальты
Питепальты (швед. pitepalt) — вид картофельных пальтов, который считается особенностью города Питео, хотя варианты этого блюда готовят по всей стране. Это блюдо имеет столько же рецептов, сколько есть домашних хозяйств в Питео, но общее у них то что они готовятся с использованием смеси пшеничной и ячменной муки (тогда как в другие виды пальтов может быть добавлена ржаная мука или не добавляться ячменная) и начиняются либо рубленым мясом, либо готовятся без начинки (и тогда их называют флатпальт).